# زمین‌لرزه ۲۰۰۷ دورکران چووتسو
زمین‌لرزه دورکران چووتسو  در تاریخ ۱۶ ژوئیه ۲۰۰۷ میلادی، برابر با ‎۲۵ تیر ۱۳۸۶، ساعت ۱:۱۳:۲۲ به زمان یوتی‌سی در ژاپن، منطقه چووتسو رخ داد. ژرفای این زلزله ۱۲ کیلومتر بود، و بزرگی آن ۶٫۶ در مقیاس Mw اعلام شده‌است. زمین‌لرزه به وقت محلی در روز دوشنبه، ساعت ۱۰ روی داده و منطقه زمانی آن یوتی‌سی +۹ بوده‌است .
سازمان زمین‌شناسی آمریکا نیز رومرکز این زمین‌لرزه را در مختصات ۳۷°۳۲′۰۶″شمالی ۱۳۸°۲۶′۴۶″شرقی / ۳۷٫۵۳۵°شمالی ۱۳۸٫۴۴۶°شرقی و ژرفای آن را در ۱۲ کیلومتر گزارش کرده‌است. بزرگی برگزیدهٔ این سازمان از میان بزرگی‌های محاسبه‌شدهٔ مختلف ۶٫۶ در مقیاس Mw بوده و از دید اثر، در میان چهار دسته‌بندی «نامحسوس»، «محسوس»، «زیان‌آور» یا «با تلفات»، زلزله را «با تلفات» اعلام کرده‌است.رانش زمین در آن به وجود آمده‌است.سونامی نیز در این زلزله گزارش شده‌است.
پروژهٔ «تنسور گشتاور مرکزوار» زاویه‌های (راستا، شیب، ریک) گسل سازندهٔ زمین‌لرزه و صفحه عمود بر آن را (°۳۷، °۳۰، °۸۳) یا (°۲۲۵، °۶۰، °۹۴) و نوع گسل را «معکوس» فرارسانده‌است.
شمار کشتگان زلزله حدود ۹ نفر بوده‌است.تعداد زخمیان ۱۰۸۸ نفر برآورده شده‌است.